# Tchardagli (Qubadli)
Tchardagli est un village de la région de Qubadli en Azerbaïdjan.

## Histoire
De 1993 à 2020, Tchardagli était sous le contrôle des forces armées arméniennes. En 2020, le village de Tchardagli a été restitué sous le contrôle de l'Azerbaïdjan.